# Mato Verde
Mato Verde is een gemeente in de Braziliaanse deelstaat Minas Gerais. De gemeente telt 12.957 inwoners (schatting 2009).

## Aangrenzende gemeenten
De gemeente grenst aan Catuti, Monte Azul, Pai Pedro, Porteirinha, Rio Pardo de Minas en Santo Antônio do Retiro.